# Henri Masson
Eugène Henri Masson (París, 17 de gener de 1872 – Meudon, Hauts-de-Seine, 17 de gener de 1963) va ser un tirador d'esgrima francès que va competir a cavall del segle xix i el segle xx. El 1900 va prendre part en els Jocs Olímpics de París, en què guanyà la medalla de plata en la prova de floret.